# Rogiera nicaraguensis
Rogiera nicaraguensis là một loài thực vật có hoa trong họ Thiến thảo. Loài này được (Oerst.) Borhidi mô tả khoa học đầu tiên năm 2001.